# Riassunti d'amore - Mina con archi
Riassunti d'amore - Mina con archi, pubblicato il 12 giugno 2009, è una raccolta della cantante italiana Mina.
Nel 2012, questa raccolta è stata rimossa dalla discografia sul sito ufficiale minamazzini.com.

## Tracce
1. Core 'ngrato - 2:17 - Tratta da Napoli (1996).
2. Che m'importa del mondo - 3:55 - Tratta da Canarino mannaro (1994).
3. Indifferentemente - 4:38 - Tratta da Napoli (1996).
4. Come hai fatto - 4:42 - Tratta da Sconcerto (2001).
5. Dulcis Christe - 3:00 - Tratta da Dalla terra (2000).
6. Valsinha - (con Chico Buarque) - 2:50 - Tratta da Todavía (2007).
7. La seconda da sinistra - 4:32 - Tratta da Veleno (2002).
8. Maruzzella - 3:29 - Tratta da Napoli (1996).
9. Amara terra mia - 4:19 - Tratta da Sconcerto (2001).
10. Maria mari'!... - 3.08 - Tratta da Napoli secondo estratto (2003).
11. April in Paris - 2.41 - Tratta da L'allieva (2005).
12. Tu ca nun chiagne! - 3.34 - Tratta da Napoli secondo estratto (2003).
13. Only the lonely - 4.32 - Tratta da L'allieva (2005).
14. Te voglio bene assaje - 4.16 - Tratta da Napoli secondo estratto (2003).
15. Laura - 3.41 - Tratta da L'allieva (2005).